# کارلوس آرسس
کارلوس آرِسس ماکِدا (اسپانیایی: Carlos Areces Maqueda‎؛ زادهٔ ۲۷ مارس ۱۹۷۶) کارتونیست، بازیگر، کمدین و موسیقی‌دان اهل اسپانیا است. وی از سال ۲۰۰۲ میلادی تاکنون مشغول فعالیت بوده‌است.
از فیلم‌ها یا برنامه‌های تلویزیونی که وی در آن نقش داشته‌است، می‌توان به چندی بعد، شب بزرگ من، جادوگران سوگاراموردی، ملکه اسپانیا، خیلی هیجان‌زده‌ام، دردسر قریب‌الوقوع، زمان جاسوسی، فارغ‌التحصیلی روح و فیلم اسپانیایی اشاره کرد.